# Godefroy Hermant
Pour les personnes ayant le même patronyme, voir Hermant.
Godefroy Hermant (Beauvais, 6 février 1617 - Paris, 11 juillet 1690), chanoine de Beauvais, est un prêtre catholique, historien et théologien janséniste.

## Biographie
Fils du médecin Pierre Hermant et de Françoise Leullier, l fait de brillantes études au collège de la ville de Beauvais, qui le firent remarquer de l'évêque Augustin Potier, puis à Paris au collège de Clermont et à celui de Navarre, enfin à la Sorbonne où il acquit le grade de docteur. Régent (c'est-à-dire professeur) de seconde, puis de rhétorique (première) au collège de sa ville natale de 1636 à 1639, il devint ensuite précepteur de Potier d'Ocquerre, neveu de l'évêque, et cumula cette fonction avec un professorat au collège de Presles, à Paris. En 1642, il fut fait chanoine de la cathédrale de Beauvais (avant d'être ordonné prêtre). Il fut recteur de l'Université de Paris de 1646 à 1648. 
Il devint ensuite un proche de l’évêque Nicolas Choart de Buzenval, neveu d'Augustin Potier, qui succéda à son oncle en 1650. Il s'engagea ardemment, comme l'évêque, dans le parti janséniste (l'une de ses cousines, comme une parente de l'évêque, était religieuse à Port-Royal des Champs). Il enseignait la théologie et les « instructions sur la vie intérieure des ecclésiastiques » au séminaire du diocèse, devenu un grand centre de spiritualité janséniste. Après la bulle Cum occasione (1653), la majorité du chapitre de la cathédrale se désolidarisa de l'évêque et de son entourage janséniste, et Godefroy Hermant en fut exclu. Plus tard, après la mort de Nicolas Choart de Buzenval (1679), son successeur Toussaint de Forbin-Janson frappa le père Hermant d'interdit. Mais quelques années plus tard, le nouvel évêque lui accorda son pardon eu égard à ses vertus et à la parfaite dignité de sa vie. Il mourut subitement dans une rue de Paris alors qu'il rendait visite à son ami l'avocat général de Lamoignon. L'avant-veille encore, il avait officié à Port-Royal des Champs où toutes les religieuses avaient communié de sa main.
Il était proche des « Solitaires de Port-Royal » (notamment d'Antoine Arnauld, dont il fut le défenseur, et de Pierre Nicole), et eut pour disciple Louis-Sébastien Le Nain de Tillemont, qui vécut à Beauvais, d'abord au séminaire, puis chez Hermant lui-même, de 1661 à 1669. Comme savant, il était en relations avec de nombreux érudits de son temps, dont Jean Mabillon.

## Œuvres
- La conduite canonique de l’église pour la réception des filles dans les monastères, par Mr Antoine  Godefroy, Docteur en théologie [avec Antoine Arnauld]. Seconde édition, Paris, Veuve Charles Savreux, 1770 (lire en ligne).
- Les ascétiques, ou Traittez spirituels de St. Basile le Grand,... traduits en françois et éclaircis par des remarques tirées des conciles et des saints pères de l’Eglise, par M. Godefroy Hermant,, Paris, J. Du Puis, 1673, 774 p. in-8° (réédité chez Antoine Dezallier, 1679).
- La Vie de S. Athanase, patriarche d’Alexandrie, divisée en douze livres [...] par M. Godefroy Hermant, [...]. - À Paris : chez Jean DuPuis, 1671. - 2 vol., [26]-750-[2], [2]-686-[2] p. : 4°.
- La vie de Saint Jean Chrysostome, patriarche de Constantinople & Docteur de l’Église, divisée en douze livres, dont les neuf premiers contiennent l’histoire de sa vie Et les trois derniers representent son esprit & sa conduite, derniere edition, Lyon, Jean-Mathieu Martin, 1683 (lire en ligne).
- La vie de Saint Ambroise archevêque de Milan,divisé en douze livres dont les 9 premiers contiennent l'histoire de sa vie, et les principaux événements de l'Eglise et de l'Empire qui y ont quelque liaison. Et les trois derniers représentent son esprit, la conduite et la morale. A Paris chez Antoine DEZALLIER rue Saint Jacques, à la couronne d'or. 1679.
- Entretiens spirituels et intérieurs sur l'Évangile de saint Mathieu, 1690.

### Manuscrits
- Le manuscrit des Mémoires de Godefroy Hermant est conservé à la Bibliothèque Mazarine (notice en ligne), ainsi que deux autres manuscrits en comprenant des extraits (1 et 2).
- La bibliothèque de la Sorbonne possède trois lettres d'Angélique Arnauld, qui lui sont  adressées (notice en ligne), et le manuscrit du Tome V de son Histoire ecclésiastique (notice en ligne).